# Referéndum constitucional de Cuba de 2019
El referéndum constitucional de Cuba de 2019 se realizó el domingo 24 de febrero de ese año. La papeleta de votación consta de una pregunta para que los votantes puedan aprobar (Sí) o rechazar (No) el proyecto de una nueva Constitución: «¿Ratifica usted la nueva Constitución de la República?».
El 22 de diciembre de 2018, el proyecto de una nueva Constitución de la República fue aprobado por los diputados de la Asamblea Nacional del Poder Popular de Cuba.

## Antecedentes
Las propuestas en la nueva Constitución incluyen:
- El reconocimiento de la propiedad privada.
- La restauración del cargo de Primer Ministro de Cuba;
- La creación de un límite de dos periodos de mandato de cinco años para la Presidencia;
- Prohibir la discriminación por motivos de género, origen étnico o discapacidad;
- La creación de una presunción de inocencia en el sistema de justicia.

## Denuncias
La Unión Patriótica de Cuba (UNPACU) denunció el asalto con violencia de varias sedes de la organización en la Isla por parte de la policía política del régimen cubano.

Más de 200 efectivos de fuerzas militares (tropas de asalto) y policiales cubanas, con presencia de los altos mandos del Ministerio del Interior, asaltaron en la madrugada de hoy [noche del lunes al martes] 8 casas-sede de la UNPACU con extrema violencia. Sin órdenes de registro y de forma simultánea, usando amoladoras rompieron las verjas de las casas, asediadas desde hacía noches, y entraron golpeando a todas las personas que se encontraban en dichas sedes
Comunicado de la Unión Patriótica de Cuba

Entre los detenidos se encontraban ancianos, mujeres embarazadas y menores de edad, según lo denunciado por José Daniel Ferrer, expreso de conciencia y coordinador de UNPACU, quien también fue detenido y golpeado; también denunció que tanto su pareja embarazada de cinco meses como su abuela de 78 años fueron agredidas, que robaron varias pertenencias de su hogar y que la policía política incautó una lista que contiene los nombres de 600 observadores que la Unpacu iba a desplegar para vigilar la jornada del referéndum para poder denunciar las irregularidades.
La Secretaría General de la Organización de Estados Americanos (OEA) consideró «ilegítimo» el referéndum y aseguró que sólo sirve para «enmascarar» la «dictadura» ante la comunidad internacional. El ejecutivo cubano acusó al secretario general de la OEA, Luis Almagro, de formular «calumnias y mentiras».
El Observatorio Cubano de Derechos Humanos (OCDH) denunció: "Ha quedado en evidencia que esta Constitución (como la anterior), impuesta por el Partido Comunista, no representa ni respeta la pluralidad de la sociedad cubana. Tampoco la propia Asamblea Nacional del Poder Popular, el órgano de las unanimidades representa dicha pluralidad".

## Resultados
| Opción                             | Votos     | %     |
| ---------------------------------- | --------- | ----- |
| Sí                                 | 6 816 169 | 90,61 |
| No                                 | 706 400   | 9,39  |
| Votos nulos                        | 127 100   | –     |
| Votos en blanco                    | 198 674   | –     |
| Total                              | 7 848 343 | 100   |
| Votantes registrados/Participación | 9 298 277 | 84,41 |
| Fuente: Granma                     |           |       |